# Forte dei Marmi
Forte dei Marmi è un comune italiano di 6 635 abitanti della provincia di Lucca in Toscana.
Località marittima di villeggiatura affacciata sul mar Ligure, prende il nome dal fortino che sorge al centro della città, voluto dal granduca Leopoldo a difesa dell'approdo, e dai marmi che dalle Alpi Apuane, poco distanti, venivano trasportati fino al pontile per poi prendere la via del mare.

## Geografia fisica

### Territorio
Il comune di Forte dei Marmi è ubicato sulla costa settentrionale della provincia di Lucca al confine con quella di Massa Carrara. Fa parte della regione storico-geografica della Versilia unitamente ai comuni di Seravezza, Stazzema e Pietrasanta.
Il nome Versilia deriva dall'omonimo fiume che in parte segna il confine del territorio di Forte dei Marmi da quello di Seravezza e Pietrasanta prima di raggiungere la foce interamente in provincia di Massa Carrara. La zona di Forte dei Marmi, un tempo paludosa, si trova completamente in pianura. La particolare disposizione del sistema stradale limitrofo, inoltre, impedisce lo sviluppo in dimensioni della città.

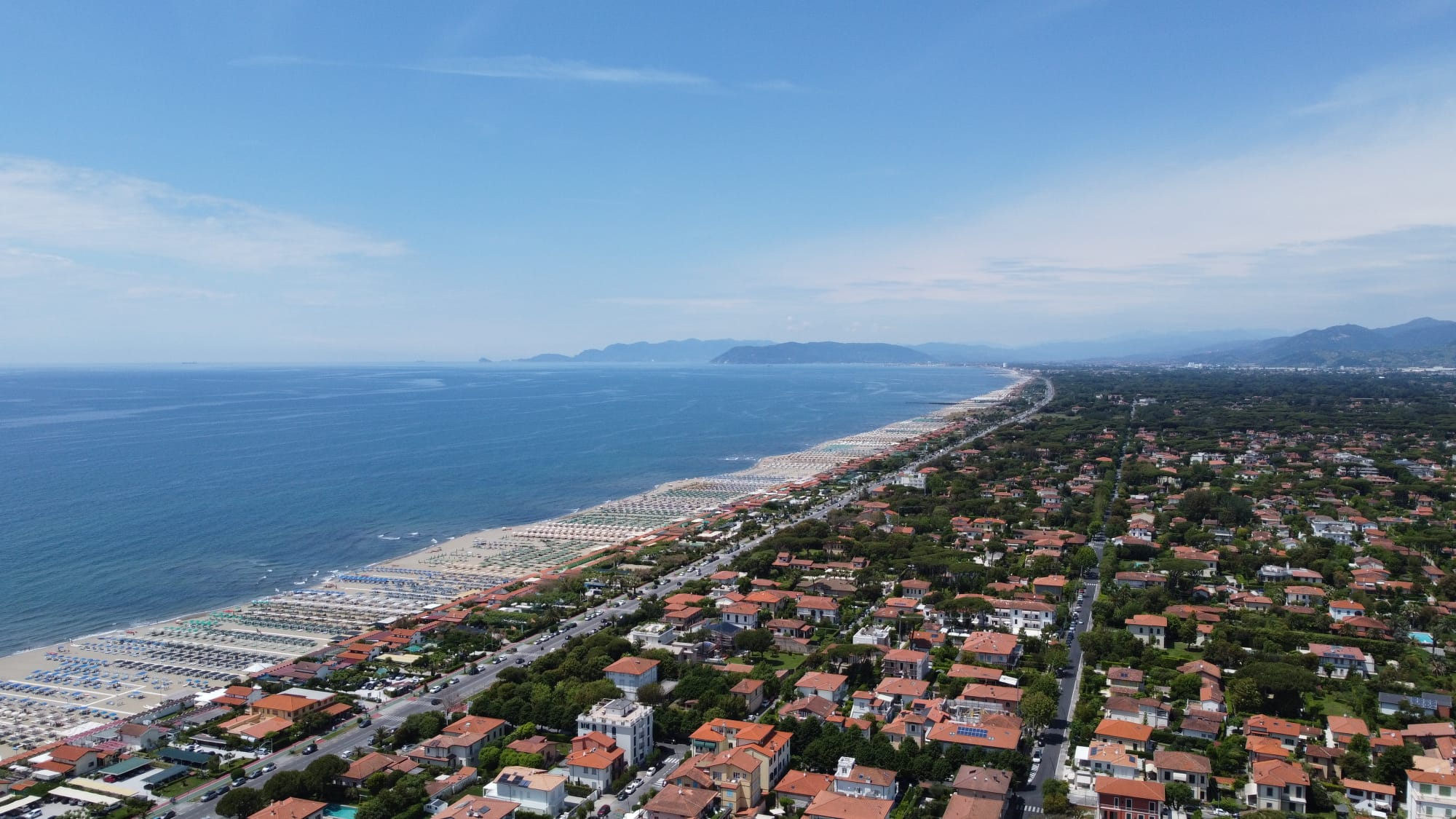
Veduta aerea di Forte dei Marmi e spiagge della Versilia

Il paese è caratterizzato da una forte presenza di verde, soprattutto pinete e qualche macchia superstite di leccio, antica pianta tipica di questa zona. Infatti, sebbene i parchi pubblici non siano molti, la città è abbellita da viali alberati e ville con grandi giardini. L'urbanistica comunale da qualche anno ha irrigidito le norme che regolano la costruzione di edifici, quindi la preservazione delle aree naturali è quasi garantita.
La spiaggia di Forte dei Marmi è interamente composta da sabbia finissima di color oro. Il mare in certi periodi dell'anno, e comunque con l'ausilio di correnti marine favorevoli risulta relativamente limpido e trasparente anche fino al largo, non trovando batimetriche oltre i 4-5 metri di profondità sino a oltre 500 metri dalla riva. L'idrografia del territorio è praticamente nulla: il fiume Versilia si riduce ormai a un piccolo rigagnolo e la bonificazione ha coperto stagni e fossi che un tempo si estendevano per la maggior parte del comune. Rimane visibile un piccolo fosso, il Fiumetto, che scorre verso la zona di Roma Imperiale prima di raggiungere il Comune di Pietrasanta.
- Classificazione sismica: zona 3 (sismicità bassa), Ordinanza PCM 3274 del 20/03/2003

### Clima
- Classificazione climatica: zona D, 1402 GR/G
- Diffusività atmosferica: bassa, Ibimet CNR 2002

| Forte dei Marmi    | Gen  | Feb  | Mar  | Apr  | Mag  | Giu  | Lug  | Ago  | Set  | Ott  | Nov  | Dic  |
| ------------------ | ---- | ---- | ---- | ---- | ---- | ---- | ---- | ---- | ---- | ---- | ---- | ---- |
| T. max. media (°C) | 10,7 | 11,0 | 13,8 | 17,4 | 21,2 | 24,4 | 27,1 | 27,0 | 24,7 | 19,9 | 15,0 | 11,9 |
| T. min. media (°C) | 5,5  | 5,6  | 7,4  | 10,9 | 14,5 | 17,6 | 20,2 | 20,4 | 17,8 | 13,9 | 9,6  | 6,4  |

## Storia
Malgrado la Repubblica Romana, nel processo di espansione all'interno del territorio italico, avesse conquistato il territorio già nel corso del III secolo a.C., i primi coloni provenienti dall'Urbe si stabilirono in Versilia dopo la deportazione della popolazione dei Liguri Apuani avvenuta nel 180 a.C., per opera dei proconsoli Marco Bebio Tanfilo e Publio Cornelio Cetego. Il territorio venne centuriato per attuare lo stanziamento dei coloni provenienti da Luna (l'odierna Luni) e Lucca, e furono sfruttate le miniere di ferro e di piombo argentifero. Tra Querceta (Seravezza) e la località di Vaiana, nel territorio dell'attuale Forte dei Marmi, passava la strada detta più tardi delle Mordure, che rappresentava uno degli assi della Centuriazione della Versilia.
La località di Vaiana è citata in un documento del 794 relativo alla vendita di un terreno situato in loco qui dicitur Vaiano, dove sembrano più tardi essere testimoniate delle sorgenti, che contribuivano all'impaludamento dei luoghi.

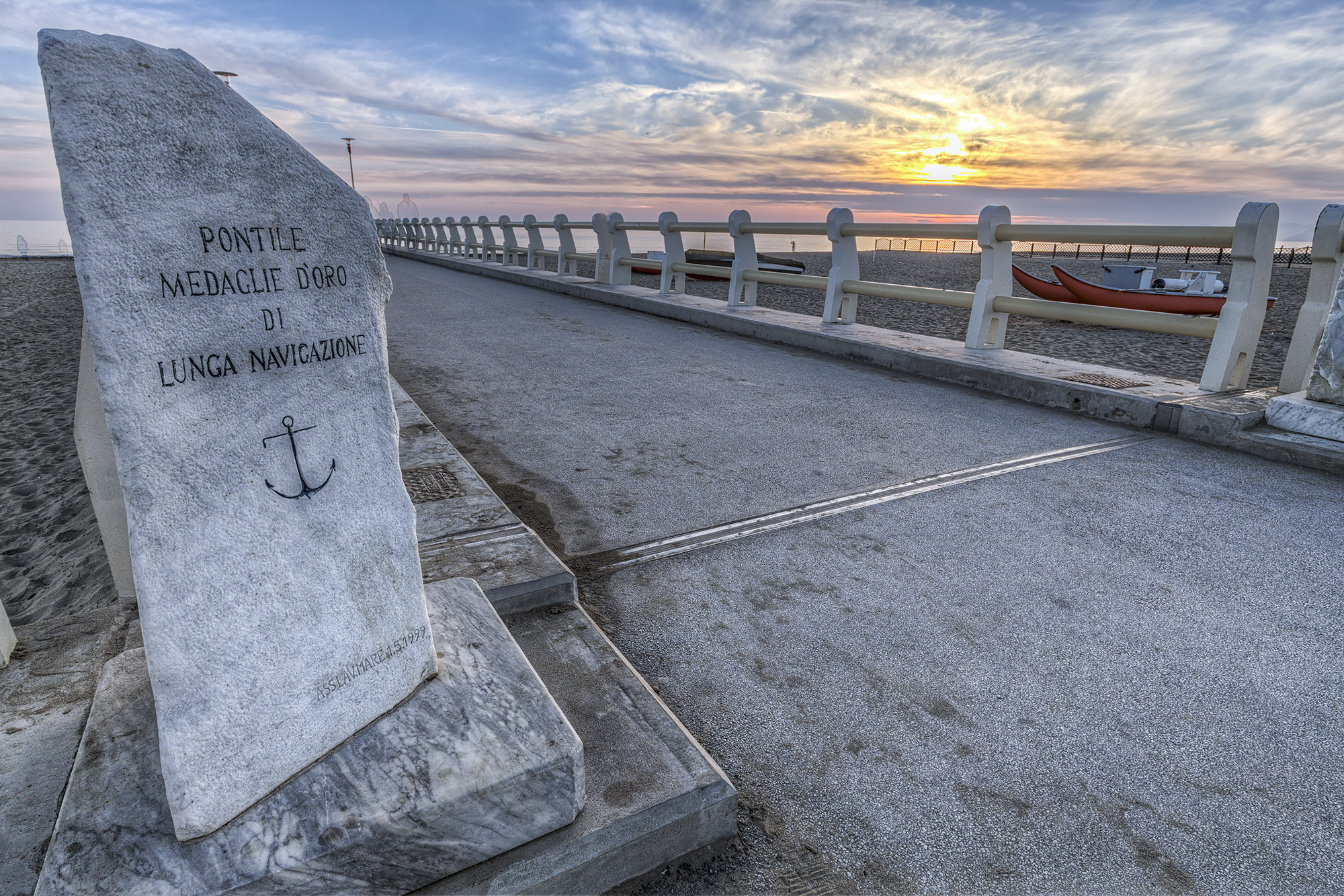
Il moderno pontile di Forte dei Marmi

Nel 1515 le cave di marmo ricomprese nei territori dei comuni della Versilia furono donate ai Medici: di conseguenza furono aperte nuove cave e venne costruita una strada destinata a portare i blocchi fino al mare, dove venne eretto un pontile per il carico delle navi.
Verso la metà del XVII secolo il governo mediceo decise la deviazione del fiume Versilia, per proteggere la località di Pietrasanta dai suoi straripamenti: fu tracciato un nuovo corso con il Fosso Scaricatore che doveva deviare le piene nella palude del lago di Porta, tagliando i territori di Querceta e di Vaiana. A circa 1 500 m dalla riva il nuovo corso tagliava la strada voluta da Michelangelo e venne superato per mezzo della creazione di un ponte probabilmente in legno che prese il nome di "Ponte di Tavole". Con il tempo vennero scavati altri canali, proseguendo nella bonifica della zona, mentre la strada veniva sistemata a più riprese per il trasporto dei marmi.
Nel XVII secolo il primo vero e proprio insediamento sulla costa fu la località di Caranna, a poca distanza dalle Polle di Vaiana, che fu all'origine della cittadina.
Successivamente sorsero i primi insediamenti nella zona dell'attuale centro del paese. Inizialmente la zona era denominata Magazzino del ferro o Magazzino della Magona, poi Magazzino dei marmi, unica costruzione sul mare a ridosso di una macchia di lecci, anche se tutto il comprensorio era comunque noto anche come Marina: la strada provinciale che da Querceta appunto dirige verso il mare è tutt'oggi conosciuta come Provinciale di Marina. Questa strada fu tracciata per il trasporto dei blocchi di marmo dalle cave fino alla costa dove un pontone che si spingeva al largo ne permetteva l'imbarco su navi di medio pescaggio.
Nel 1788, valutata l'importanza economica che la zona andava assumendo, il granduca di Toscana Pietro Leopoldo I di Lorena fece edificare un forte, il Forte lorenese, analogo a quelli di Marina di Bibbona e di Marina di Castagneto in Maremma, destinato a proteggere l'imbarco dei marmi e a promuovere l'insediamento nel territorio.
Al termine della sua costruzione, il fortino (6 febbraio 1788), posto a difesa della costa e dell'entroterra dalle scorribande turche (la costruzione era a fianco del preesistente Magazzino della Magona), iniziò a essere utilizzato nel piazzale adiacente anche come deposito per i marmi provenienti dalle Apuane prima dell'imbarco: la zona iniziò a essere denominata Forte dei Marmi.
Nel 1833 il governo granducale fece ricostruire, per opera dell'ingegner Giovanni Franchi, il ponte, inizialmente in legno e successivamente ricostruito in muratura dopo la sua distruzione nel 1944, avvenuta da parte dei guastatori nazisti.
Il paese che era sotto l'amministrazione comunale di Pietrasanta, già nel 1438 prima come parte del Capitanato della Versilia, con l'unità d'Italia, divenne frazione di quel Comune.
Lo sviluppo turistico di Forte dei Marmi portò agli inizi del '900 alla nascita di un Comitato paesano che chiedeva il distacco da Pietrasanta o per unirsi al comune di Seravezza o per rendersi autonomo. Con l'appoggio politico del deputato lucchese Giovanni Montauti, i cui sponsor erano i conti Siemens-Schuckert, proprietari di buona parte del territorio, il 26 aprile 1914 l'autonomia di Forte dei Marmi diventò legge di Stato.
Forte dei Marmi dalla fine degli anni '20 del 1900, è stata meta di vacanza della famiglia Agnelli che risiedeva a Villa Costanza (Villa Agnelli), l'odierno Hotel Augustus; qui trascorsero le loro estati Gianni Agnelli e le sorelle, come racconta Susanna Agnelli nel suo libro autobiografico: Vestivamo alla marinara. La madre dell'Avvocato Agnelli, Virginia, vedova di Edoardo Agnelli, morì in un incidente d'auto mentre da Roma raggiungeva proprio la rinomata località balneare.

### Simboli
È rappresentato il Fortino, eretto tra 1782 e il 1788 per il controllo del pontile per l'imbarco dei marmi provenienti dalle cave della Alpi Apuane, intorno al quale si sviluppò il centro abitato che da quello prese il nome nel XIX secolo. L'anno 1914 in cifre romane si riferisce alla data di costituzione del comune di Forte dei Marmi, che in precedenza era una frazione di Pietrasanta.
Il gonfalone è un drappo di azzurro.

## Monumenti e luoghi d'interesse

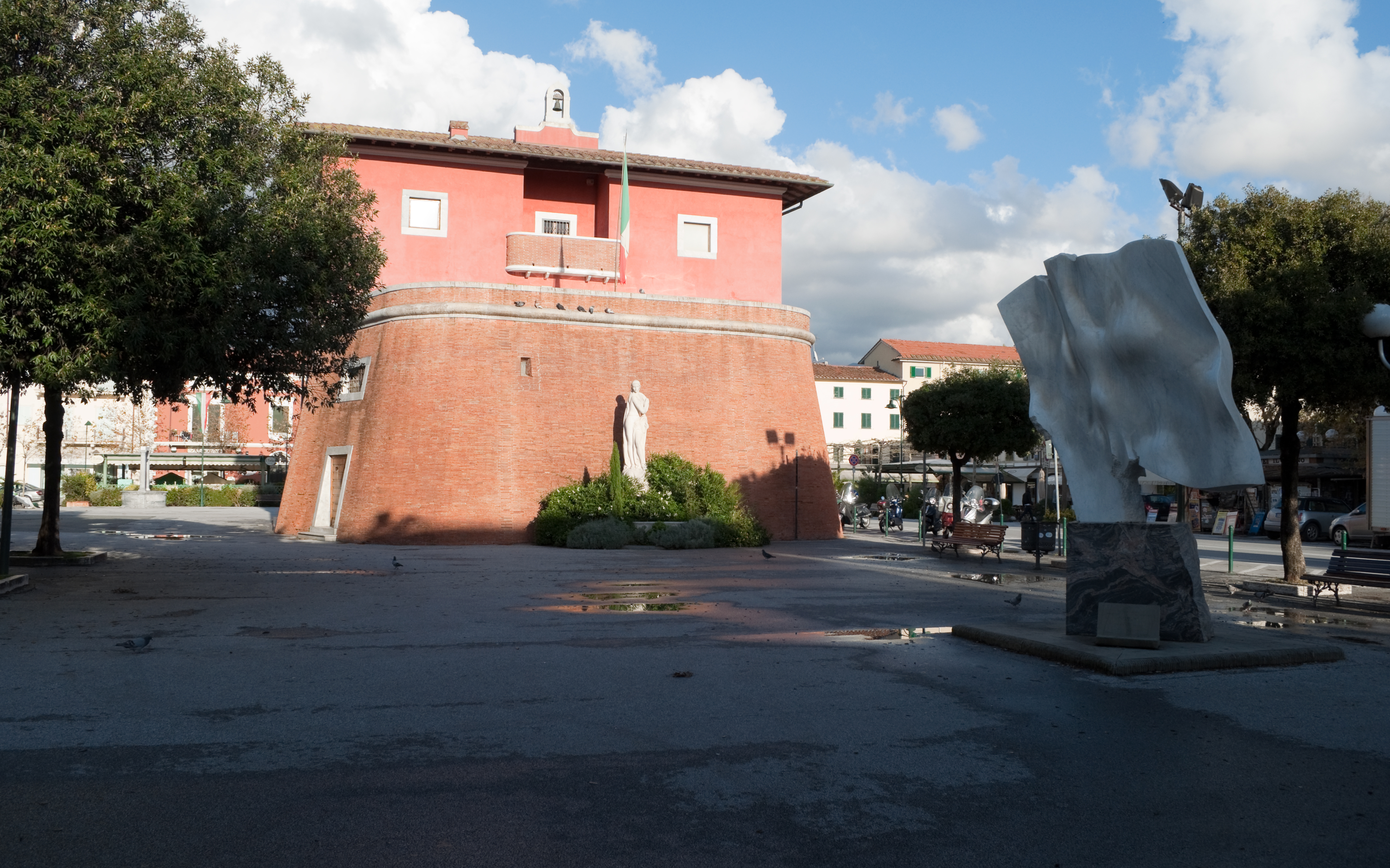
Il Fortino

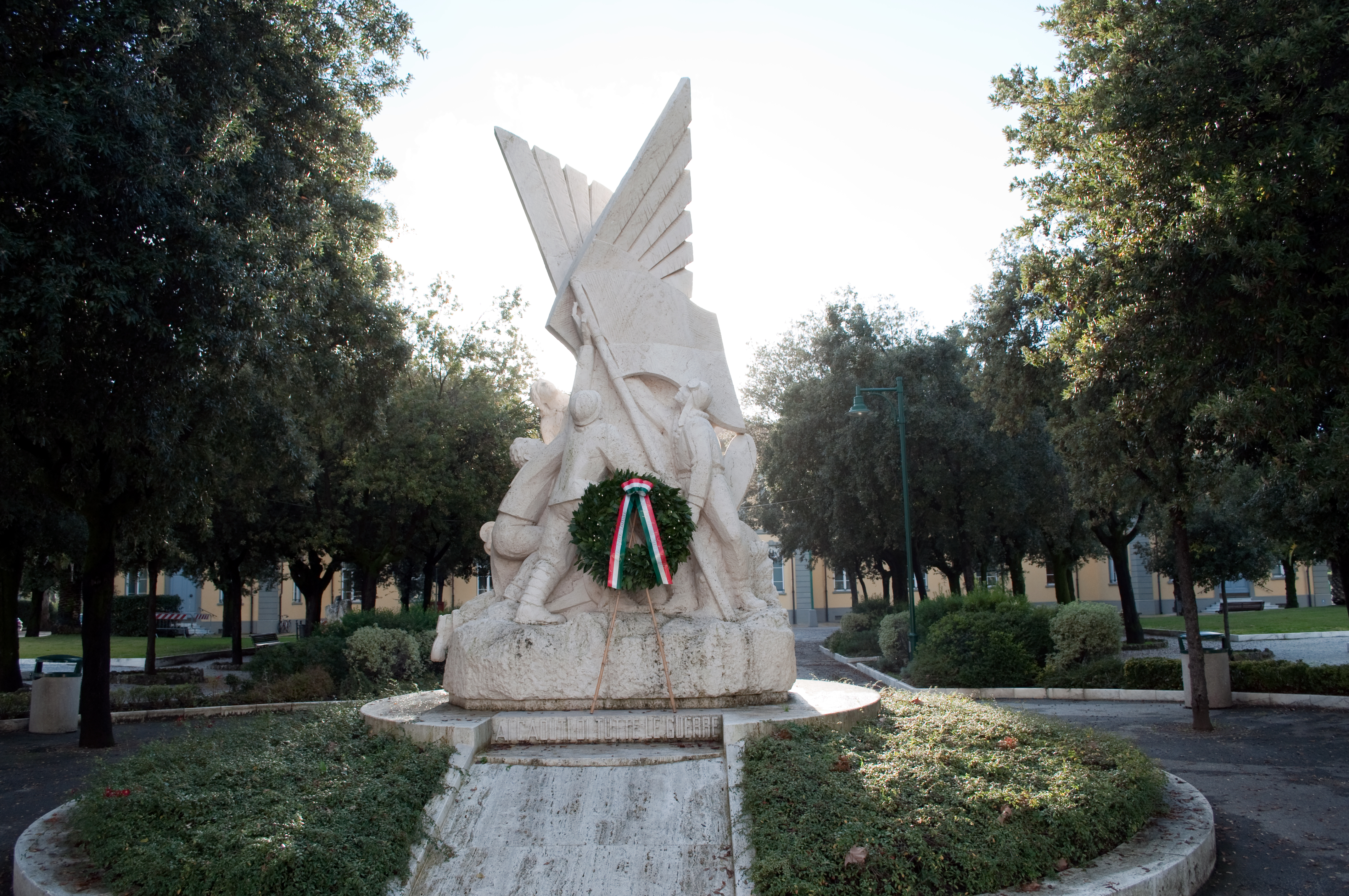
Monumento Ai caduti di tutte le guerre

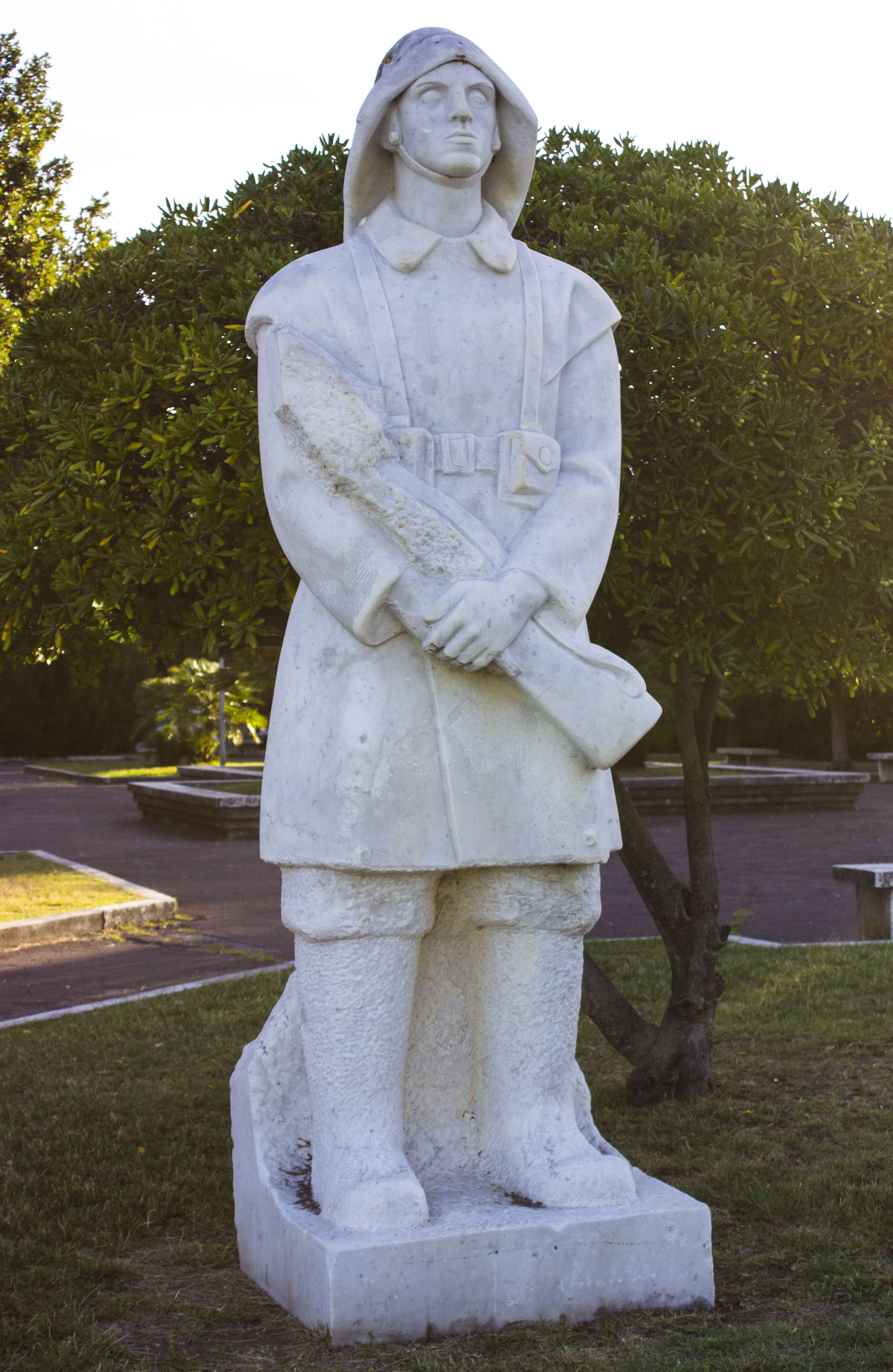
A. Dazzi
Marinaio di sentinella

Simbolo del paese, al centro della città, è il Forte Lorenese (meglio conosciuto come Fortino), la fortezza granducale sorta alla fine del XVIII, oggi immerso in un contesto urbano moderno costituito da una griglia di strade alberate. L'edificio ha subito una ristrutturazione nel 2004. Al piano superiore si trova il Museo della Satira e della Caricatura. Di lato, in piazza Garibaldi, si trova un pozzo che risale al XVIII secolo e una monumentale fontanella che rilascia acqua in maniera continuativa.
Sul mare si trova il pontile caricatore, a 300 metri dalla costa, che veniva usato per imbarcare i grossi blocchi di marmo in partenza per tutto il mondo e oggi usato come meta turistica e come punto di attracco momentaneo di un traghetto locale che fa rotta verse le vicine Cinque Terre.
Nel quartiere Roma Imperiale, si trovano numerose ville disegnate da noti architetti come Giovanni Michelucci, Giò Ponti e Giuseppe Pagano. Vi si trovano inoltre la Villa Agnelli, oggi albergo, con il sottopassaggio che porta direttamente in riva al mare, e la discoteca Capannina di Franceschi, inaugurata nel 1929 e ancora in attività.
A Vittoria Apuana è sita Villa Bertelli recentemente acquisita dal Comune e ristrutturata, sede di esposizioni e spettacoli concertistici. Non molto lontano dalla Villa si trova la casa memoriale dello scultore Ugo Guidi sede di un museo in suo onore, dove è conservata gran parte della sua produzione e dove si tengono esposizioni temporanee.
Le architetture religiose sono: la chiesa di Sant'Ermete e le più recenti chiese di San Francesco d'Assisi a Vittoria Apuana, della Resurrezione a Roma Imperiale. Nella frazione di Vaiana si trova la nuova chiesa di Santa Teresa che appartiene alla parrocchia di Querceta, frazione del comune di Seravezza. Molto venerate sono le "marginette" (piccole edicole che conservano un'icona della Madonna tipiche della Versilia) ubicate in vari punti del paese, in Via Versilia tra il centro e Vittoria Apuana c'è una particolare "marginetta" dove è tradizione deporre fiocchi colorati in occasione delle nascite dei bambini.
Nel territorio comunale hanno sede due conventi di Suore canossiane, quello in centro sito nell'ex Palazzo Giorgini ospita una scuola elementare privata. La parrocchia di Vittoria Apuana è retta dai Frati Cappuccini che vivono nel convento adiacente alla chiesa.
Altri istituti religiosi, aperti prevalentemente in estate sono la Casa Maria Ausiliatrice, le Suore della Riparazione e le Suore Francescane dell'Immacolata Rosa. In questi ultimi Istituti sono ubicate piccole chiese.

### Le ville
- Casa Mann Borgese
- Villa Antonietta
- Villa Bertelli
- Villa agnelli
- Villa Casana
- villa Morisani-Viglietti

### Monumenti
- Arturo Dazzi - Le sculture in marmo: Giovane con clava e cane lupo e due Marinai sentinella

## Società

### Evoluzione demografica
Nel Settecento erano abitate le solo zone di Caranna e Vaiana come borgate rurali legate alla piana quercetana. Il popolamento del resto di Forte dei Marmi è piuttosto recente e risale al periodo immediatamente successivo alle bonifiche leopoldine. Inizialmente la popolazione fu raccolta intorno al forte, poi si espanse a macchia d'olio con borgate separate da zone di campagna, lecci e pinete. La popolazione proveniva soprattutto dall'immediato entroterra: piana quercetana, zona pedemontana e montana delle Alpi Apuane. I fortemarmini veraci sono essenzialmente di origine seravezzina, quercetana e stazzemese anche se non mancano originari della Garfagnana e, soprattutto nella frazione di Vittoria Apuana, della zona di Massa-Carrara
Abitanti censiti

#### Censimento ISTAT 2001
I dati del censimento ISTAT del 2001 riportano che: nel Comune risiedevano 8 444 abitanti, con una densità abitativa di 938 ab/km². Il 7% della popolazione aveva meno di 10 anni; il 20% aveva un'età compresa tra i 10 e i 29 anni; il 28% tra i 30 e i 49 anni; il 28% tra i 50 e i 69 anni; il 17% aveva più di 70 anni. I minorenni costituivano il 12% della popolazione, mentre l'età media era di 46 anni. Il 54% della popolazione era di sesso femminile.
Il 35% della popolazione era celibe o nubile; il 50% era coniugato; il 4% era separato o divorziato; l'11% era vedovo.
Il 6% degli abitanti di età compresa tra i 15 e i 52 anni non aveva portato a termine la scuola dell'obbligo. Il 36% degli abitanti con più di 19 anni era in possesso di un diploma di scuola secondaria di secondo grado.

### Etnie e minoranze straniere
Secondo i dati ISTAT al 31 dicembre 2018 la popolazione straniera residente era di 439 persone. Le nazionalità maggiormente rappresentate in base alla loro percentuale sul totale della popolazione residente erano:
- Romania 116 1,6%

### Religione
Il territorio del Comune è parte del Vicariato della Versilia, isola amministrativa dell'Arcidiocesi di Pisa (fino al 1789 la zona dell'attuale vicariato era suddivisa fra le diocesi di Luni e Lucca). La piccola superficie comunale è suddivisa in tre parrocchie: la parrocchia di Sant'Ermete per il centro, Roma Imperiale e Caranna oltre all'omonima chiesa ubicata in centro ha cura della Chiesa all'aperto della Resurrezione a Roma Imperiale, utilizzata in estate. La parrocchia estende la sua giurisdizione fino alla foce del fosso Fiumetto nel comune di Pietrasanta; la parrocchia di Santa Maria Assunta e San Francesco per Vittoria Apuana oltre all'omonima chiesa ha cura della chiesa all'aperto di Santa Caterina utilizzata in estate. Sotto la parrocchia di Querceta esiste un'altra chiesa, sita in Vaiana di Forte dei Marmi.

### Tradizione e Folklore

#### Carnevale
Durante il periodo carnevalizio ha luogo il Carneval Fortebambino, un piccolo corso mascherato dedicato ai più piccoli dove sfilano carri allegorici di ridotte dimensioni. Per alcuni anni questi carri, unitamente a quelli dei comuni vicini, hanno preso parte al Carnevale della Versilia, manifestazione itinerante ospitata ogni tre anni anche a Forte dei Marmi.

#### Il Palio dei Micci
La città partecipa al Palio dei Micci di Querceta di Seravezza con la contrada del Ponte, creata nel 1956 in occasione della prima edizione. La Contrada si estende nella frazione di Vaiana e in piccola parte, anche nel territorio del comune di Seravezza. Quasi tutte le famiglie della Contrada sono coinvolte nella manifestazione. Nello stemma della contrada è iscritto il nome della città e i colori sono il rosso e il blu con ornati giallo-oro. Oltre a numerosissimi figuranti la contrada ha un gruppo di sbandieratori e musici di circa 60 elementi, vestiti con abiti in stile rinascimentale. Il Gruppo Sbandieratori e musici prende parte a numerose manifestazioni in Italia e all'estero e ogni anno al Campionato Nazionale Antichi Giochi e Sport della Bandiera.
La contrada prende il nome dal Ponte di Tavole rappresentato sullo stemma accanto a due ponti più piccoli che un tempo lo affiancavano: uno a nord, detto la passerella di Vaiana, e l'altro a sud, detto da Michè.

#### Palio dei Bagni e Save a life
Il Palio dei Bagni è la corsa dei pattini che dal 1952, quando fu ideata dal giornalista e scrittore fortemarmino Giorgio Giannelli, vede competere coppie di bagnini rappresentati i rispettivi stabilimenti balneari. La gara si svolge generalmente nel mese di agosto e a oggi ha cadenza annuale, eccezion fatta per l'anno 2020, quando, a seguito dell'emergenza pandemica, venne rinviata all'anno seguente. Non è stata quella l'unica occasione di rinvio: la regata, che nel 2022 ha raggiunto la sua trentesima edizione, conobbe infatti una prima pausa nel 1955, fino al 1959, e dal 1961 venne disputata solo nelle seguenti annate: 1964, 1971, 1972, 1976, 1979, 1982, 1993. Dopo l'ennesima lunga pausa, il Palio fu definitivamente ripristinato nel 2007. 
Nel 2023 l'evento ha raggiunto traguardi importanti e viste introdotte molteplici novità. È stato raggiunto infatti il numero massimo di equipaggi iscritti, tra i quali, per la prima volta, due equipaggi al femminile. Battuto anche il record dell'edizione dal più ampio ventaglio anagrafico: dal più giovane partecipante alla gara, classe 2008, ai due i senior over 60. 
Oggigiorno, il percorso previsto misura 1 500 metri, con arrivo al Pontile di Forte dei Marmi. 
Dal 2017, al tradizionale Palio dei Bagni è stato affiancato l'evento sportivo Save a Life: una gara di salvataggio simulato a cronometro, volto a premiare la coppia di bagnini e il rispettivo stabilimento balneare con la coppa, la maglietta con il logo dell'evento e il prestigioso titolo di "miglior bagnino dell'anno". La gara, che precede il Palio ed è stata pensata come sua anticipatrice, è strutturata in modo da valutare, oltre alla velocità, anche la destrezza delle virate, la tecnica e forza fisica. Il nome della competizione, "Save a Life", allude alle molteplici finalità dell'evento: non solo attività ludico-sportiva, ma anche un'occasione di allenamento per i bagnini, di cui si saggia la prontezza a gestire situazioni critiche che possono sfortunatamente presentarsi durante la stagione. 
La gara si svolge tradizionalmente sul lato destro del Pontile di Forte dei Marmi. 
Entrambi gli eventi sono organizzati dall'Unione Proprietari Bagni assieme al Comune di Forte dei Marmi che patrocina e sostiene l'iniziativa.

#### Sant'Ermete e San Francesco
In occasione della festa del Santo Patrono, Sant'Ermete, la sera del 27 agosto è tradizione accendere un fuoco propiziatorio nella centrale Piazza Garibaldi. Il 28 agosto ha luogo una grande fiera e a tarda sera uno spettacolo pirotecnico sul pontile. Nel 2015 lo spettacolo serale fu curato del vincitore del Campionato mondiale di Pyro Designer 2015 che si tenne proprio a Forte dei Marmi nei mesi di maggio e giugno.
Una piccola fiera si tiene pure a Vittoria Apuana in occasione delle celebrazioni di San Francesco d'Assisi nei primi di ottobre.

#### Ciao Estate
La festa Ciao Estate è pensata come un'occasione per la comunità di ritrovarsi dopo la stagione estiva e salutare i turisti ancora presenti. L'evento è patrocinato dal Comune di Forte dei Marmi e organizzato assieme alla Compagnia della Vela, Croce Verde locale e la banda cittadina La Marinara. La serata si svolge tradizionalmente lungo le piazze Navari e Cardini del Pontile suggestivamente illuminate, in cui sono allestiti stand con cibi e bevande di tradizione tipicamente locale, che insieme all'accompagnamento musicale selezionato di anno in anno offrono ai partecipanti l'atmosfera serena e frizzante caratteristica delle fiere di paese. All'iniziativa partecipanno associazioni locali e altre realtà del territorio, uniti in una collaborazione virtuosa che rende questa festa un'espressione autentica dello spirito identitario fortemarmino.
L'ingresso è libero e non viene richiesta la prenotazione, ma è consigliabile arrivare per tempo per prendere posto a sedere ai tavoli.

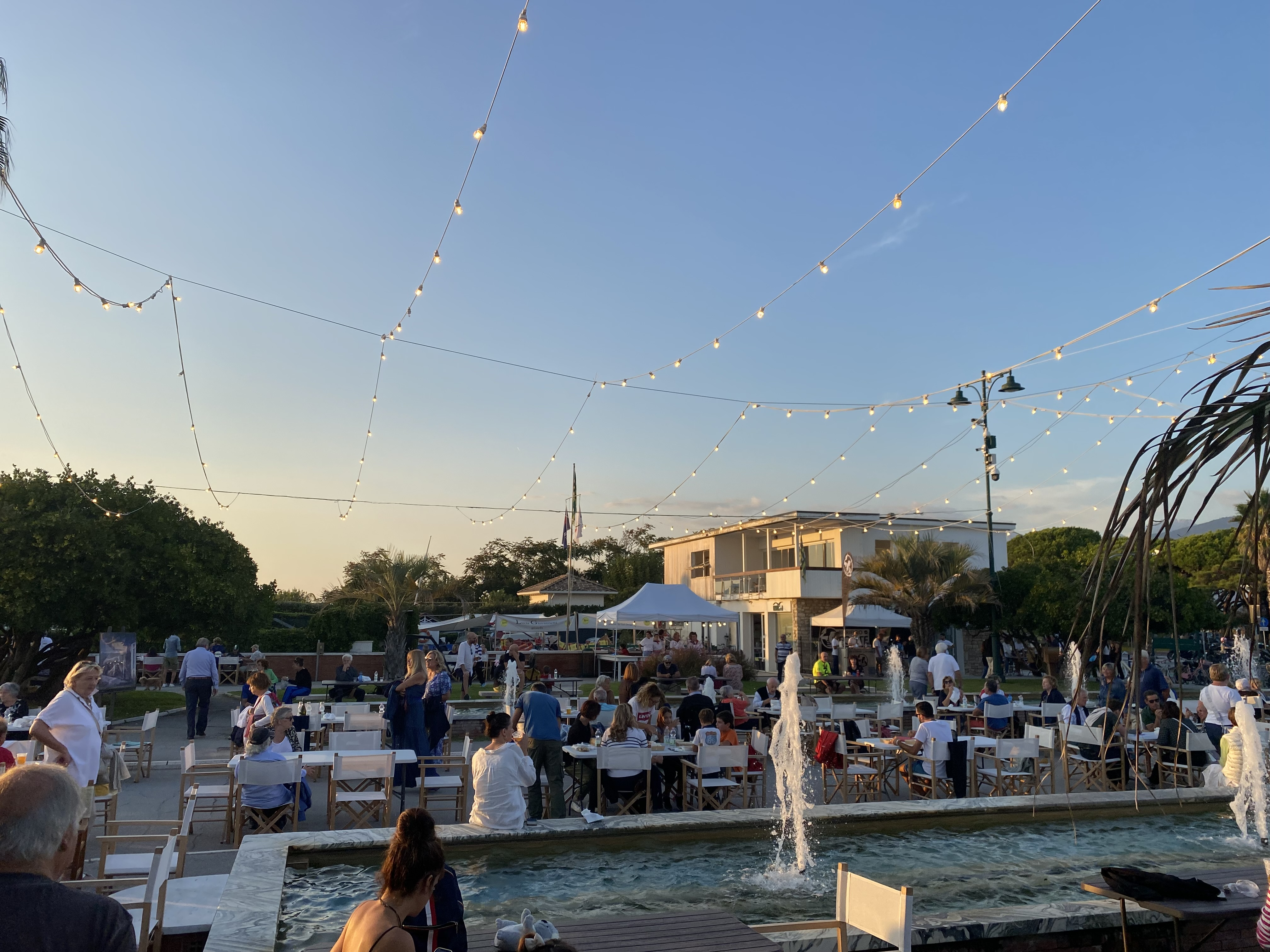
Edizione "CIAO ESTATE" 2023

## Cultura

### Musei
- Museo della satira e della caricatura

## Geografia antropica

### Frazioni
Il comune è diviso in quattro frazioni e due località. A nord del centro si trova Vittoria Apuana, a sud la zona residenziale di Roma Imperiale, nel vicinissimo entroterra Caranna e Vaiana (la cui parte meridionale appartiene al Comune di Pietrasanta). La zona del Ponte di Tavole presso Vaiana è condivisa con il Comune di Seravezza mentre a volte si indica con il nome di Cinquale il lungomare immediatamente a ridosso con la Provincia di Massa Carrara. In passato veniva pure utilizzata la denominazione di Casamicciola per un limitato agglomerato di case tra il centro e Vittoria Apuana.

## Economia

### Turismo

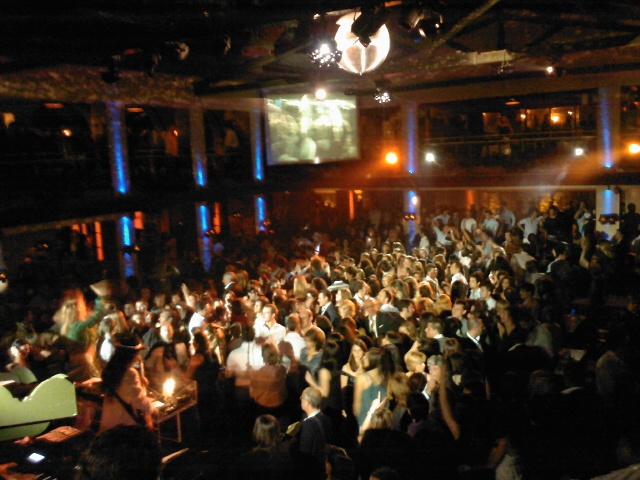
Capannina di Franceschi, caratteristico ritrovo della Versilia

Il turismo a Forte dei Marmi ha radici antiche. Nacque alla fine dell'Ottocento quando le famiglie benestanti dell'entroterra versiliese scendevano verso la "Marina" per respirare la benefica aria di mare e fare le sabbiature. Agli inizi del Novecento molte famiglie aristocratiche della Toscana e del nord Italia scelsero questa località per la villeggiatura estiva, seguite poi anche da importanti famiglie europee. Questi afflussi fecero sorgere nel 1904 il primo stabilimento balneare: l'Onda Marina della famiglia Giannotti, ancora presente.
Arrivarono così sempre più numerosi vari personaggi di spicco che elessero il paese come loro ritrovo estivo dando nascita alla sua vocazione turistica. Iniziarono a sorgere le prime ville tra la pineta in riva al mare.
Nacque così quel gruppo di intellettuali e artisti che si riunivano giornalmente discutendo di cultura e arte che prese il nome di Quarto Platano. Il Grand Hotel di Forte divenne un punto di riferimento per l'alta società europea ed era abitualmente frequentato anche dalla famiglia reale del Belgio. Il boom del turismo si ebbe nel dopoguerra e in particolare negli anni sessanta quando sempre più famiglie amavano trascorrere qui l'estate dando vita a numerose case al mare e alberghi. Nel 1991 gli alberghi in attività erano 101 quasi tutti aperti solo in estate e molti dei quali erano piccole pensioni a gestione famigliare. Oggi rimane viva la vocazione di turismo d'élite in quanto la zona è frequentata da facoltosi imprenditori, liberi professionisti, industriali, politici, personaggi dello spettacolo, dello sport e della finanza.
La sua capienza ricettiva si è ridotta in quanto gli alberghi in attività sono passati dai 101 del 1991 ai 55 di oggi. Al contrario sono aumentate molto le seconde case di proprietà. Gli hotel attualmente in attività vanno da 1 a 5 stelle lusso ma sono per la maggior parte tre e quattro stelle. Le pensioni a una e due stelle ancora in attività sono solamente 7 mentre nel 1991 erano 45. Sono state trasformate quasi tutte in appartamenti o ville private mentre alcune sono diventate hotel di categoria superiore. Nel 2010, secondo i dati Istat, a Forte dei Marmi nelle varie strutture ricettive alberghiere ed extra alberghiere sono arrivati 109 379 turisti che si sono fermati in media 3,9 notti per un totale di 428 352 presenze. Nel 2009 le presenze turistiche sono state 423 250 e nel 2008 450 800. Nel 2010 il 49% delle presenze è stato costituito da turisti stranieri, mentre nel 2009 gli stranieri erano il 45% e nel 2008 il 46%.

## Infrastrutture e trasporti

### Ferrovie
La località è servita dalla stazione di Forte dei Marmi-Seravezza-Querceta, posta sulla linea Genova-Pisa che sorge nel centro di Querceta, frazione del comune di Seravezza.
La stessa è servita dalle relazioni regionali Trenitalia svolte nell'ambito dei contratti di servizio stipulati con la Regione Toscana denominate anche "Memorario".

### Aeroporti
L'aeroporto civile più vicino è l'Aeroporto di Pisa-San Giusto di Pisa.

### Mobilità urbana
Il trasporto pubblico locale è gestito dalla società Autolinee Toscane.
Fra il 1916 e il 1951 era presente una rete di tranvie a vapore a scartamento ridotto, le tranvie della Versilia, che collegavano Forte dei Marmi con Querceta, Seravezza, Pietrasanta, Pontestazzemese e Arni (località Culaccio) le quali seguivano il percorso dell'attuale strada provinciale 9.
Dal 1914, inoltre, Forte dei Marmi era collegata direttamente con Viareggio tramite la tranvia litoranea, un'allora moderna infrastruttura, elettrificata a 600 V, che contribuì in maniera significativa allo sviluppo economico e turistico della fascia costiera. Vittima di gravi danneggiamenti subiti durante la seconda guerra mondiale, la linea fu dismessa e non più ripristinata.

## Amministrazione

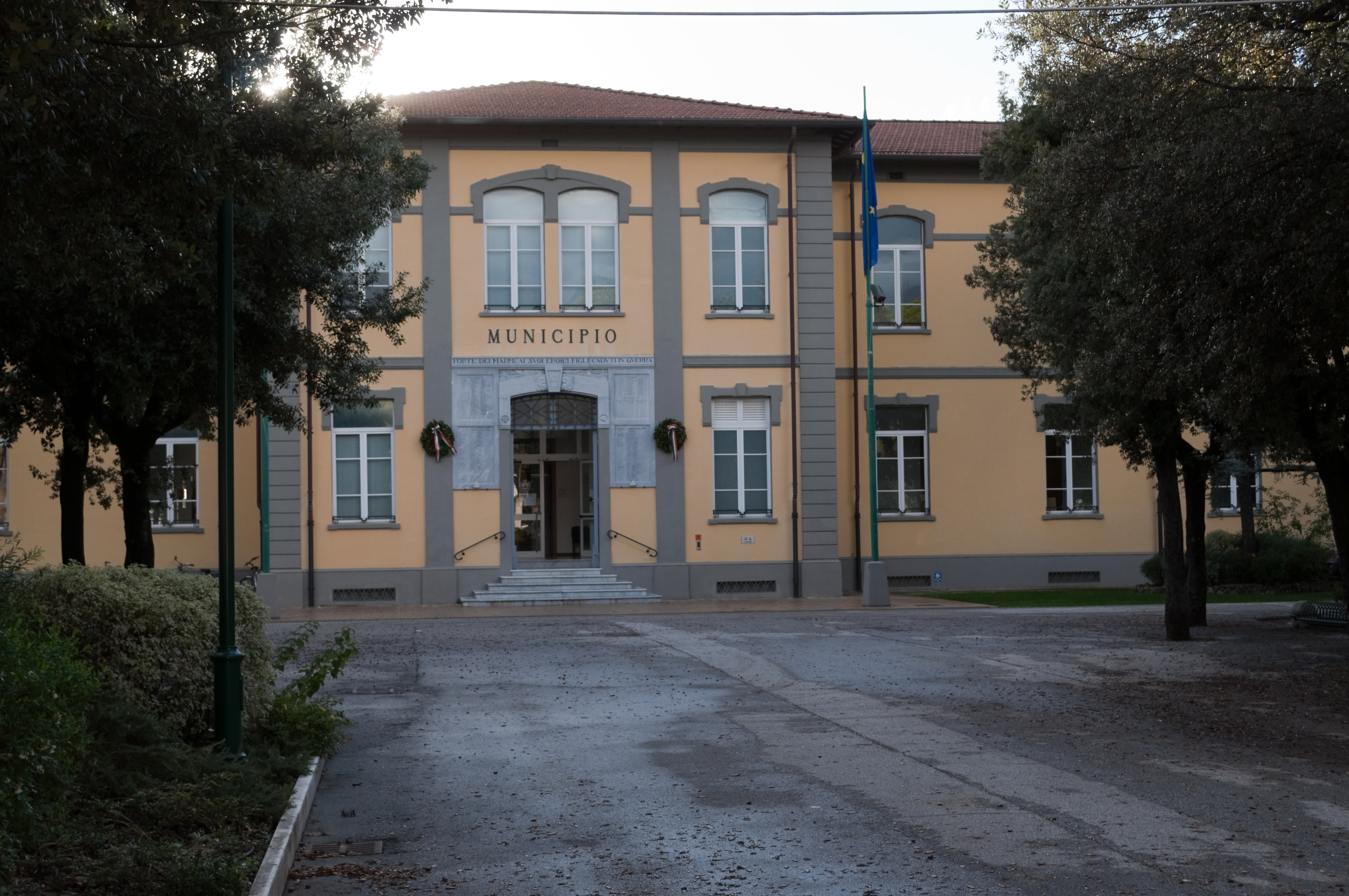
Il municipio

| Periodo          | Periodo          | Primo cittadino  | Partito                        | Carica  | Note |
| ---------------- | ---------------- | ---------------- | ------------------------------ | ------- | ---- |
| 21 novembre 1993 | 16 novembre 1997 | Vittorio Cardini | Alleanza dei Progressisti      | Sindaco |      |
| 16 novembre 1997 | 26 maggio 2002   | Roberto Bertola  | Polo per le Libertà            | Sindaco |      |
| 26 maggio 2002   | 27 maggio 2007   | Roberto Bertola  | Casa delle Libertà             | Sindaco |      |
| 27 maggio 2007   | 7 maggio 2012    | Umberto Buratti  | Lista civica di centrosinistra | Sindaco |      |
| 7 maggio 2012    | 12 giugno 2017   | Umberto Buratti  | Lista civica di centrosinistra | Sindaco |      |
| 12 giugno 2017   | 13 giugno 2022   | Bruno Murzi      | Lista civica di centro-destra  | Sindaco |      |
| 13 giugno 2022   | in carica        | Bruno Murzi      | Lista civica di centro-destra  | Sindaco |      |

### Gemellaggi
Il liceo scientifico della città è gemellato con:
- Haan, dal 1988
- Etterbeek. Etterbeek è uno dei comuni che formano l'agglomerato urbano di Bruxelles, dove sono ubicati numerosi uffici dell'Unione europea. Il gemellaggio, dopo decenni di oblio, ha ripreso vigore nel 2014 con la firma del protocollo tra il Sindaco di Forte dei Marmi, Umberto Buratti, e quello di Etterbeek, Vincent De Wolf, per attuare sinergie culturali tra i due comuni, accogliere giovani e favorire la reciproca conoscenza, incentivando lo spirito di appartenenza all'Unione europea. Negli anni ottanta i ragazzi di Forte dei Marmi venivano ospitati per quindici giorni dal Comune belga nella colonia di sua proprietà a Faulx Les Tombes, località di campagna vicino a Namur. Ovviamente tale ospitalità veniva ricambiata da Forte dei Marmi che ospitava i ragazzi di Etterbeek sia nella colonia municipale montana dell'Abetone in Provincia di Pistoia, sia in città. Nel 1984 il Sindaco di Forte dei Marmi, Franco Dazzi, si recò in visita a Etterbeek e qualche anno dopo fu la volta di una delegazione composta dal Sindaco Fidia Arata e dal Consigliere Paolo Baldini che presenziarono all'inaugurazione di Piazza Forte dei Marmi, un angolo di verde nel cuore della città belga. All'inizio degli anni novanta il Comune di Forte dei Marmi fece altrettanto intestando Piazza Etterbeek, un'area a verde pubblico che si affaccia sul lungomare. Nel comune di Etterbeek è stato intitolato a Forte dei Marmi anche un grande parcheggio nelle vicinanze dell'omonimo parco. Dal 2 al 6 aprile 2015 una delegazione di sei giovani di Forte dei Marmi insieme al Presidente del Consiglio Comunale Simone Tonini si è recata in visita a Etterbeek per un progetto culturale, a seguito della firma del protocollo; nell'autunno 2014 il comune di Forte dei Marmi è stato invitato a prendere parte con uno stand alla fiera "Saveurs Toscanes" a Bruxelles.

## Sport
Ha sede nel comune la società di hockey su pista Hockey Club Forte dei Marmi, costituito nel 1962 e rifondato nel 1995. Ha vinto quattro scudetti, una Coppa Italia e tre Supercoppe italiane. Di cui fa parte anche il futuro prospetto dell'hockey Davide Fiorentini
La società di calcio U.S.D. Real Forte Querceta ha disputato diversi campionati di Serie D. Nella stagione 2024-2025 milita in Eccellenza Toscana. Esistono inoltre circoli della vela, e circoli tennis.
Forte dei Marmi ha ospitato importanti manifestazioni sportive: nel 1970 la seconda edizione del Campionato europeo di calcio dilettantistico vinta dai Paesi Bassi, nel 1995 gli Europei Juniores di hockey su pista, nel 2014 la Final Four di Coppa Cers sempre di hockey su pista. Ha ospitato varie tappe del Giro d'Italia e numerose gare internazionali di surf. 
SURF
A Forte Dei Marmi,si svolge anche il surf ,in uno degli spot Italiani più affollati ed iconici,ed anche un punto di ritrovamento per i turisti,egli è conosciuto come il Pontile ,dove ha ospitato gare di surf,ed ha cresciuto figure importanti e rivoluzionarie per il surf italiano come Nicola Bresciani,i local dello spot raccomandano rispetto ed autorità   

### Impianti sportivi
A Forte dei Marmi si trovano lo stadio di calcio comunale, intitolato a Carlo Necchi-Balloni, un Palasport e numerosi impianti di tennis, dove si allena uno dei migliori prospetti della boxe, Filippo Zaghouan.